# Funkce (biologie)

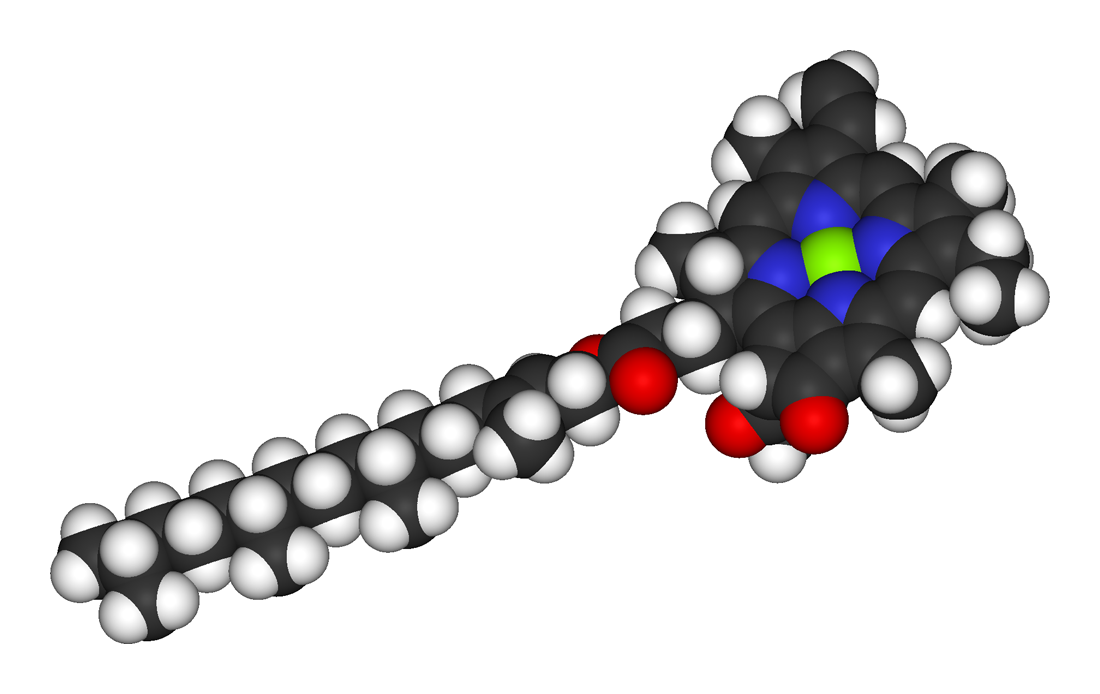
Prostorový model chlorofylu, jehož funkcí je v těle rostliny fotosyntéza

Biologická funkce je důvod, proč se nějaký znak organismu vyvinul přirozeným výběrem. Samozřejmě ne všechny znaky musí mít svou biologickou funkci – může se jednat o maladaptace nebo exaptace, pozůstatky historie biologické evoluce druhu. 
Souhrn všech účelným znaků organismu se nazývá adaptivní charakteristika, výzkum spojený s takovými znaky se nazýva adaptationismus.